# Anna Semjonowna Andrejewa
Anna Semjonowna Andrejewa (russisch Анна Семёновна Андреева, engl. Transkription Anna Andreyeva; * 23. Juni 1915 in Pensa; † 1997) war eine sowjetische Kugelstoßerin, die 1950 Europameisterin wurde.
1938 gewann sie ihren ersten sowjetischen Meistertitel. 1939 und 1940 sowie von 1944 bis 1946 wurde sie bei den sowjetischen Meisterschaften jeweils Zweite hinter Tatjana Sewrjukowa. Nach einem dritten Platz 1947 gewann sie von 1948 bis 1950 jeweils die sowjetische Meisterschaft. 1951 wurde sie noch einmal Zweite hinter Klawdija Totschonowa.
Bei den Leichtathletik-Europameisterschaften 1950 in Brüssel siegte sie mit 14,32 Meter. Sie hatte 40 Zentimeter Vorsprung auf Totschonowa und 95 Zentimeter auf die Französin Micheline Ostermeyer. Im Diskuswurf wurde Andrejewa mit 36,26 Meter Zehnte, fast sechs Meter unter ihrer Bestweite von 42,21 Meter aus dem Jahr 1949.
Am 9. November 1950 fand im städtischen Stadion von Ploiești ein Länderkampf Rumänien gegen die Sowjetunion statt. Anna Andrejewa stieß die Kugel auf 15,02 Meter; mit diesem Weltrekord war sie die erste Kugelstoßerin, die die 15-Meter-Marke übertroffen hatte.